# Пилецкий, Виктор Михайлович
Виктор Михайлович Пилецкий (12 сентября 1921, Петроград, Петроградская губерния, Российская империя — 18 июля 1987, Киев, УССР, СССР) — советский библиотечный деятель, кандидат педагогических наук, Участник ВОВ.

## Биография
Родился 12 сентября 1921 года в Петрограде. В 1941 году в связи с началом ВОВ был мобилизован в армию и отправлен на фронт, где он прошёл всю войну. После демобилизации, с 1948 года работал старшим инспектором по библиотечным делам, старшим методистом, а также был избран на должность заместителя директора одной из областных библиотек вплоть до 1950 года. В 1950 году поступил на заочный факультет МГИКа, где он на протяжении 3-4 месяцев осилил учебную программу и поэтому он окончил институт досрочно. Работал преподавателем в Челябинске и Свердловске на отделениях ЛГИКа. В 1968 году защитил кандидатскую диссертацию. В 1969 году переехал в Киев и был принят на работу в КГИК, где работал вплоть до своей смерти. Являлся доцентом, а также заведовал кафедрой библиотековедения.
Скончался 18 июля 1987 года в Киеве.

## Научные работы
Автор свыше 60 научных работ.